# تارجاريندراكو
تارجاريندراكو (بالإنجليزية: Targaryendraco)‏ هو جنس من الزواحف المجنحة من العصر الطباشيري المبكر (مرحلة الهاتريفي) في هانوفر، شمال ألمانيا. يعود تاريخ بقايا تارجاريندراكو الأحفورية إلى حوالي 132 مليون سنة.